# Kalo Dungar
Kalo Dungar (puig negre) és la muntanya més alta del Kachchh, amb 462 metres. És a 97 km de la capital del districte de Bhuj i a 25 km de la ciutat de Khavda. Probablement és l'únic lloc de la regió des d'on es pot veure de manera panoràmica el gran Rann de Kachchh. Com que és prop de la frontera amb el Pakistan hi ha una posició militar de l'exèrcit al cim del puig, on només pot arribar personal militar.

## Galeria

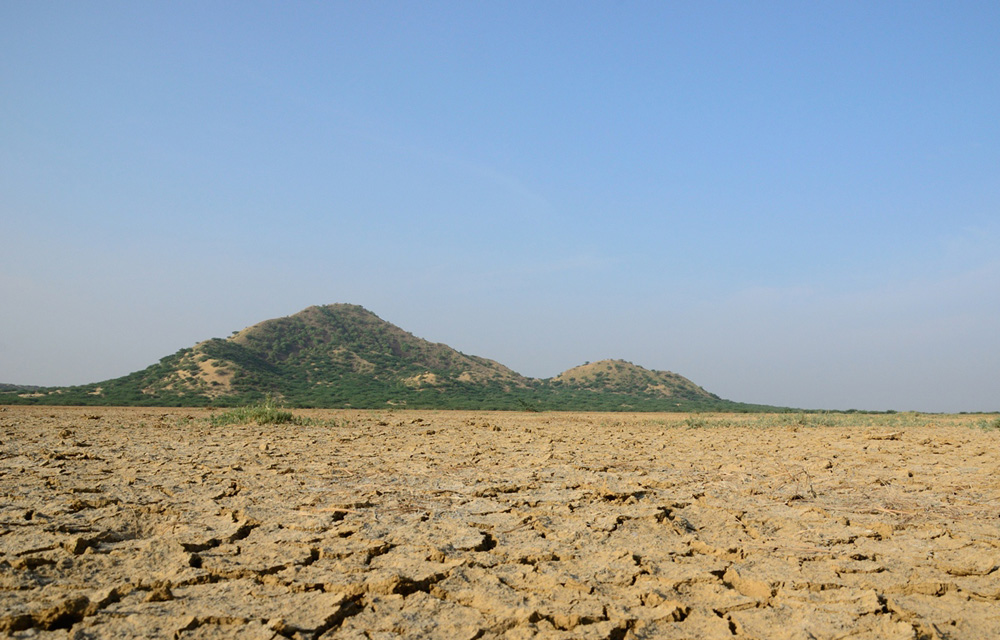
Mount Kiro
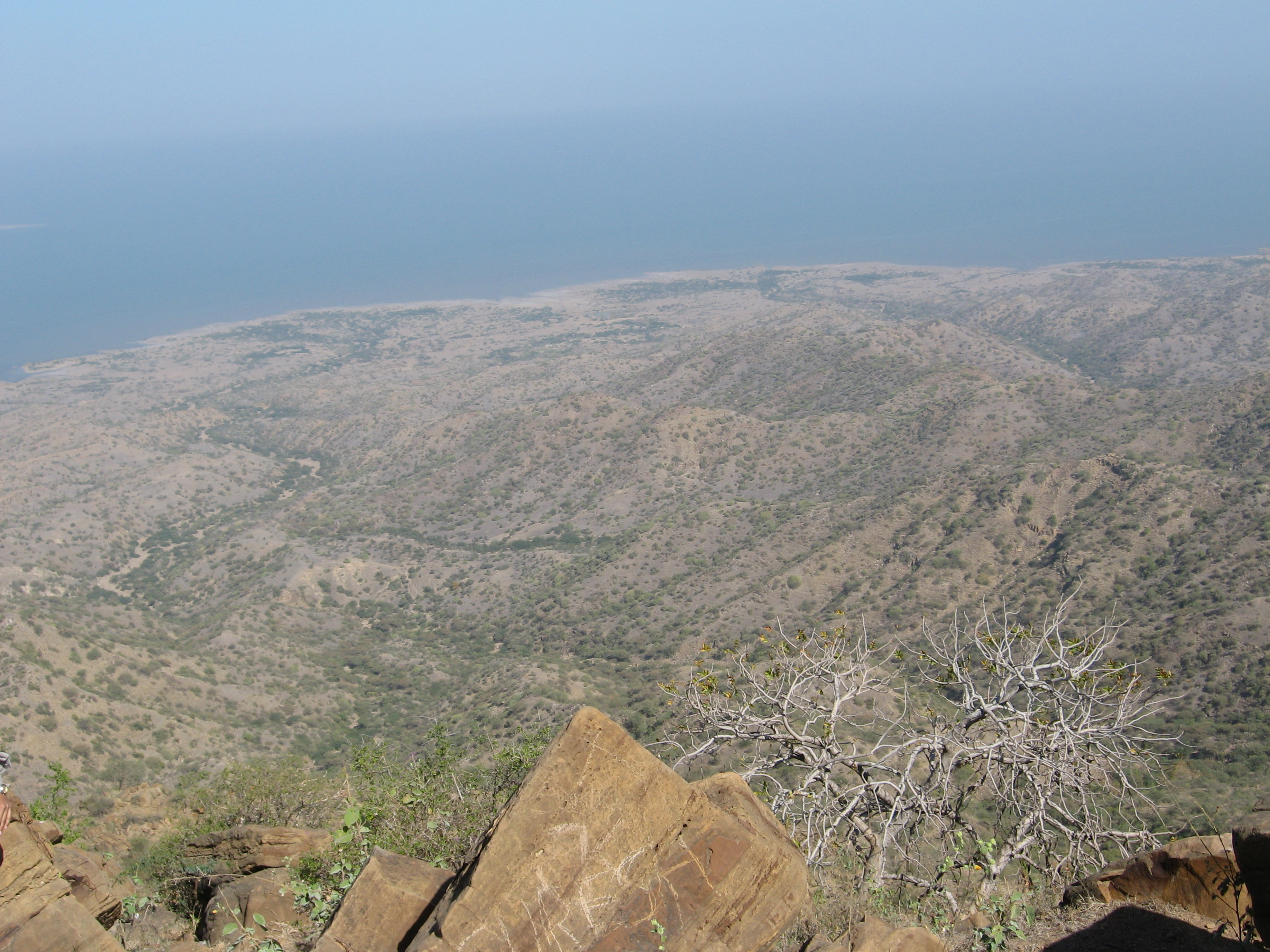
Vista de Kala Dunger
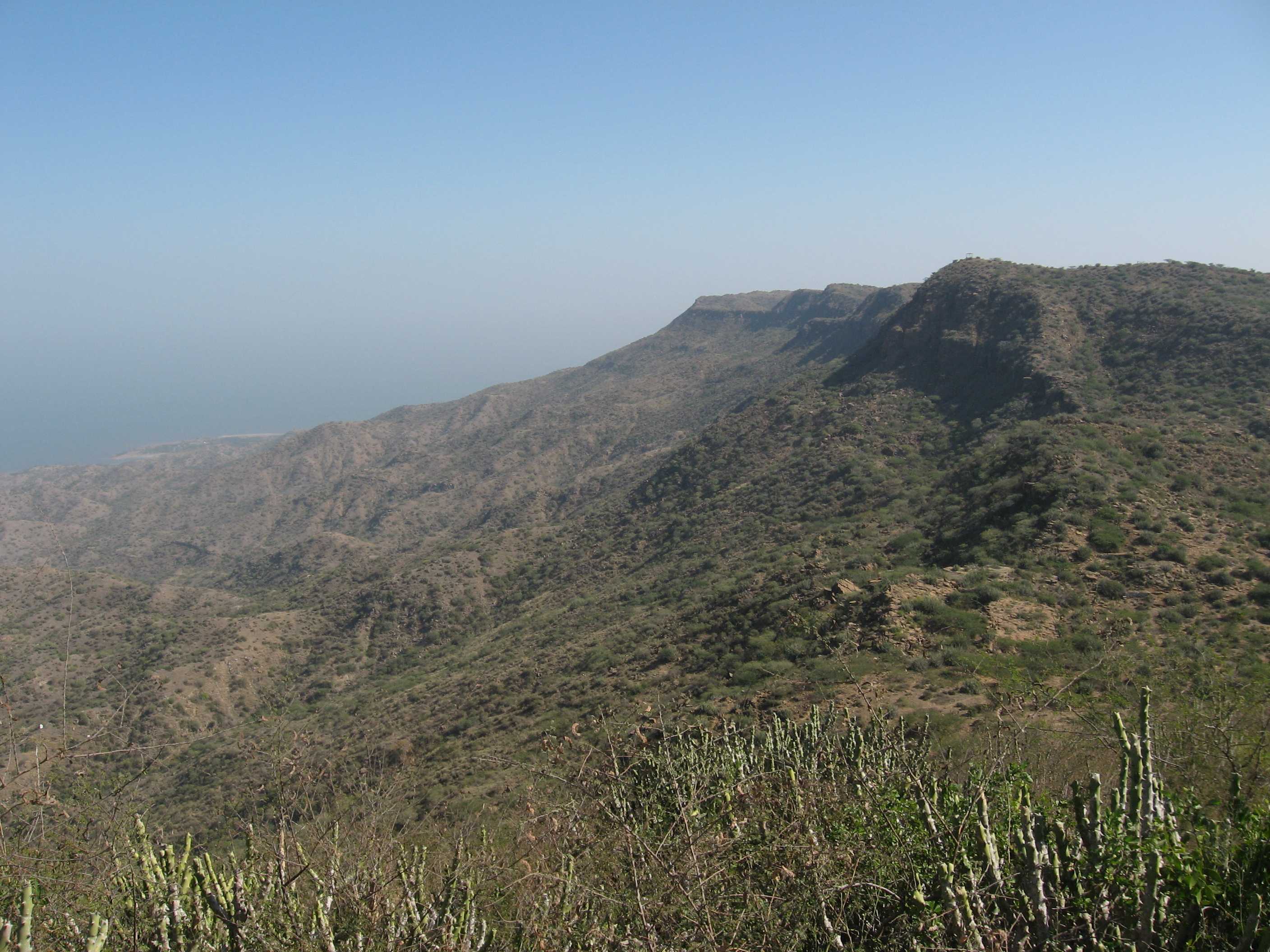
Vista des de kala dunger
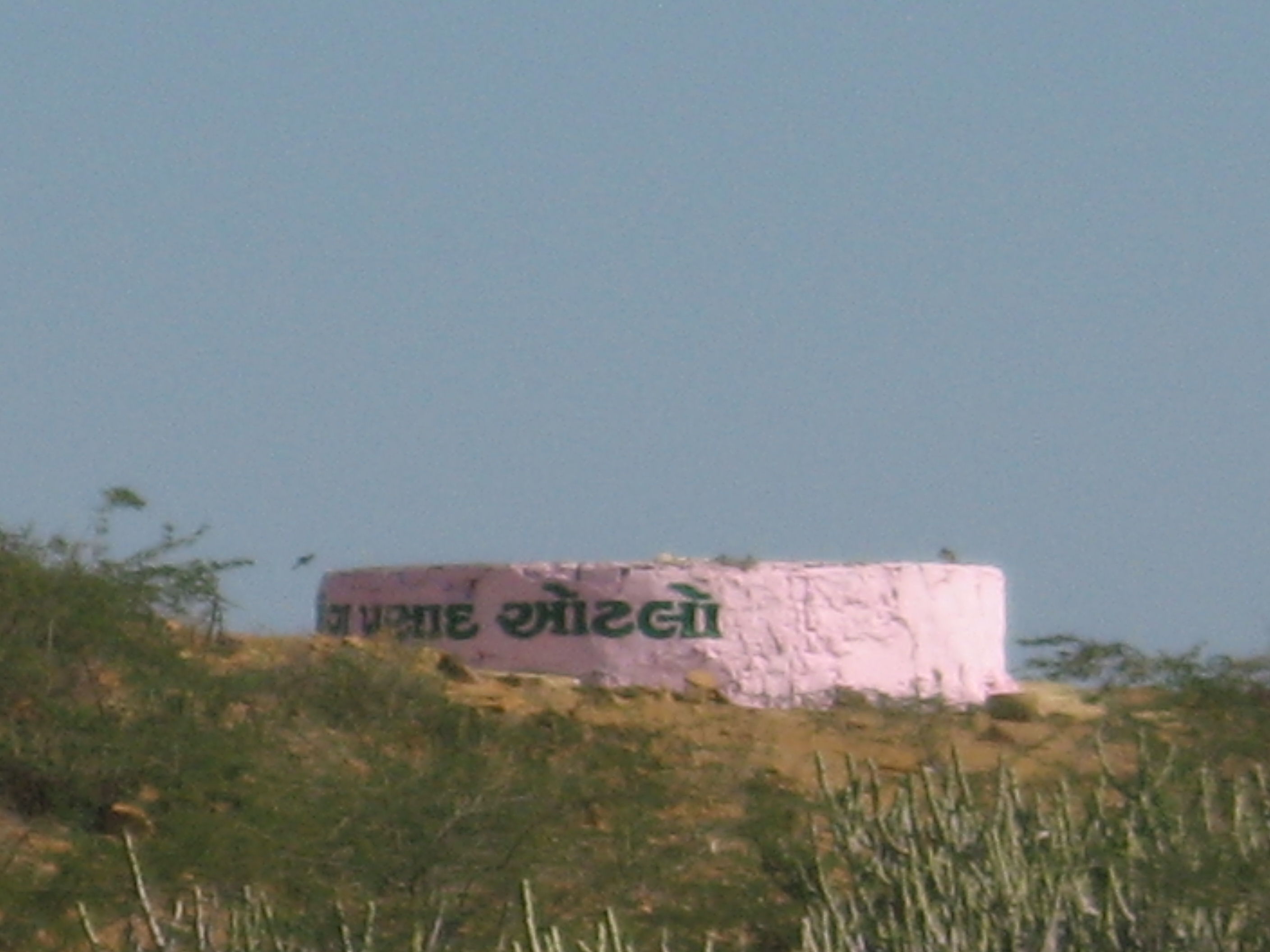
Vista des de kala dunger
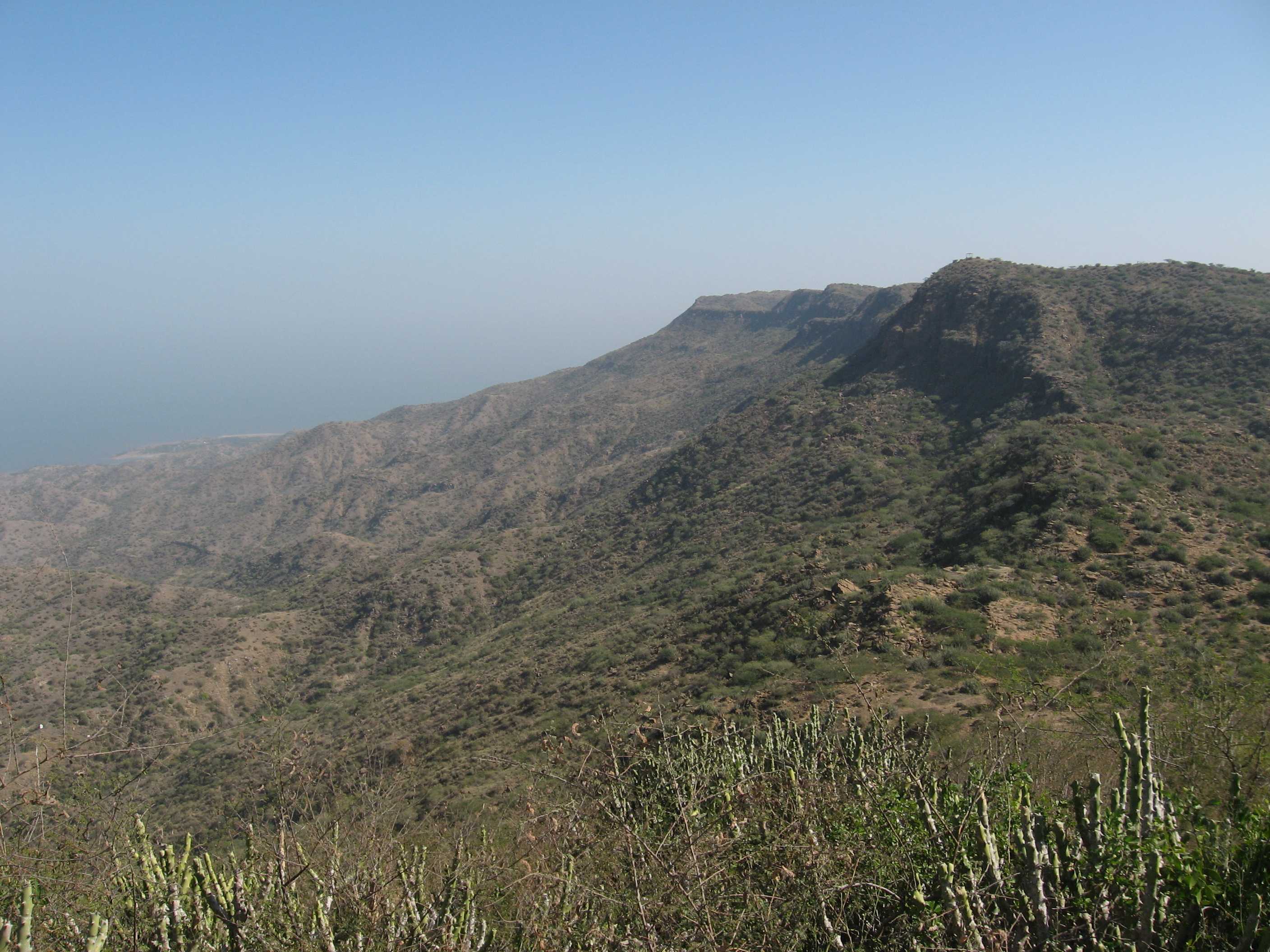
Vista des de kala dunger